# Narsingdi (distrikt)
Narsingdi (bengali: নরসিংদী, engelska: Narsingdi District) är ett distrikt i Bangladesh.   Det ligger i provinsen Dhaka, i den centrala delen av landet, 50 km nordost om huvudstaden Dhaka. Antalet invånare är 2 224 944.
Trakten runt Narsingdi består till största delen av jordbruksmark. Runt Narsingdi är det mycket tätbefolkat, med 2 181 invånare per kvadratkilometer.